# Máté Helebrandt
Máté Helebrandt (* 12. Januar 1989 in Nyíregyháza) ist ein ungarischer Geher.

## Sportliche Laufbahn
Máté Helebrandt sammelte 2006 erste Wettkampferfahrung im Gehen, als er bei den Ungarischen Meisterschaften über 10 km an den Start ging und dabei den sechsten Platz belegte. 2007 trat er bei seinen ersten internationalen Wettkämpfen an. Im April wurde er Ungarischer U20-Meister, wobei er die 20-km-Distanz in einer Zeit von 1:36:18 h absolvierte. Später im Juli trat er in Hengelo bei den U20-Europameisterschaften über 10.000 Meter an und landete in dem Wettkampf auf dem 13. Platz. 2008 gewann er die Silbermedaille bei den Ungarischen Meisterschaften, wobei er sich auf eine Zeit von 1:29:20 h über 20 km verbesserte. Im Juli war er für die U20-Weltmeisterschaften in Bydgoszcz qualifiziert, wurde im Laufe des Wettkampfes allerdings disqualifiziert. 2009 wurde er zum ersten Mal Ungarischer Meister auf der 20-km-Distanz. Im Juli trat er bei den U23-Europameisterschaften in Kaunas an und belegte mit einer Zeit von 1:26:56 h den elften Platz. 2010 verbesserte er sich auf eine neue Bestzeit von 1:24:48 h. Damit war er zum ersten Mal für die Europameisterschaften qualifiziert, bei denen er im Juli in Barcelona an den Start ging. Den Wettkampf konnte er schließlich nicht beenden. 2011 nahm er in Ostrava zum zweiten Mal an den U23-Europameisterschaften teil und verpasste dabei als Vierter knapp die Medaillenränge.
2012 konnte sich Helebrandt im April auf eine Zeit von 1:24:10 h steigern. Damit war er zum ersten Mal für die Olympischen Sommerspiele qualifiziert. In London konnte er sich im August abermals bis auf 1:23:32 h verbessern und erreichte damit auf dem 31. Platz das Ziel. 2013 lief er im April in Tschechien mit 1:22:39 h eine neue Bestzeit. Damit war er zum ersten Mal für die Weltmeisterschaften qualifiziert, bei denen er im August in Moskau an den Start ging. Dort blieb er rund acht Minuten hinter seiner Bestleistung zurück und kam damit über Platz 40 nicht hinaus. 2014 qualifizierte sich Helebrandt zum zweiten Mal nach 2010 für die Europameisterschaften in Zürich konnte er diesmal den Wettkampf zwar beenden, kam aber nicht über den 23. Platz hinaus. 2015 verpasste er die Qualifikation für die Weltmeisterschaften in Peking. Im Juli trat er in Südkorea zur Universiade und belegte mit einer Zeit von 1:23:50 h den vierten Platz. 2016 ergab sich für Helebrandt ein ähnliches Bild wie bereits 2012. Erneut konnte er sich im Vorfeld der Olympischen Sommerspiele verbessern, zunächst bis auf 1:22:38 h. Damit war er für die Spiele in Rio de Janeiro qualifiziert, bei denen er im August 2016 an den Start ging. Den Wettkampf über 20 km absolvierte er mit seiner persönlichen Bestzeit von 1:22:31 h und landete damit auf dem 28. Platz. Zuvor absolvierte er im März seinen ersten Wettkampf über 50 km in einer Zeit von 3:53:54 h.
Mit dieser Zeit war er 2017 zum zweiten Mal für die Weltmeisterschaften qualifiziert und trat diesmal über 50 km an. Mit persönlicher Bestzeit und ungarischem Nationalrekord von 3:43:56 h belegte er in London den fünften Platz und damit sein stärkstes internationales Wettkampfergebnis. Auch 2018 trat er bei den Europameisterschaften in Berlin über 50 km an, konnte den Wettkampf allerdings nicht beenden. 2019 ging er in Doha zum zweiten Mal bei den Weltmeisterschaften über 50 km an den Start, konnte allerdings auch dort den Wettkampf nicht beenden, wenngleich dieser aufgrund von extremen Hitzebedingungen, ungleich anspruchsvoller war. In den folgenden beiden Jahren verpasste er es zwar die geforderte Qualifikationsnorm für die Olympischen Sommerspiele in Tokio zu unterbieten, schaffte es sich allerdings aufgrund seiner Platzierung auf der Weltrangliste dennoch für seine dritte Teilnahme an den Spielen zu qualifizieren. Bei denen ging er Anfang August an den Start und erzielt mit Platz 17 über 50 km sein bestes Ergebnis bei Olympischen Spielen. 2022 trat Helebrandt bei den Europameisterschaften in München über 35 km an, wurde allerdings im Laufe des Wettkampfes disqualifiziert. 2023 trat er auch bei den nächsten Weltmeisterschaften in Budapest an. Dort stellte er über 20 km in 1:21:16 h eine neue Bestzeit auf und belegte den 23. Platz.
Im Laufe seiner Leichtathletikkarriere gewann Helebrandt insgesamt 20 nationale Meistertitel, 12 Mal über 20 km (2008–2012, 2014–2018, 2020–2022) zwei Mal über 5000 Meter (2020, 2022) und sechs Mal in der Halle (2011, 2013–2016, 2022).

## Wichtige Wettbewerbe
| Jahr               | Veranstaltung             | Ort                | Platz              | Disziplin          | Zeit               |
| Startet für Ungarn | Startet für Ungarn        | Startet für Ungarn | Startet für Ungarn | Startet für Ungarn | Startet für Ungarn |
| ------------------ | ------------------------- | ------------------ | ------------------ | ------------------ | ------------------ |
| 2007               | U20-Europameisterschaften | Hengelo            | 13.                | 10.000 m Bahngehen | 43:33,73 min       |
| 2008               | U20-Weltmeisterschaften   | Bydgoszcz          |                    | 10.000 m Bahngehen | DSQ                |
| 2009               | U23-Europameisterschaften | Kaunas             | 11.                | 20 km Gehen        | 1:26:56 h          |
| 2010               | Europameisterschaften     | Barcelona          |                    | 20 km Gehen        | DNF                |
| 2011               | U23-Europameisterschaften | Ostrava            | 4.                 | 20 km Gehen        | 1:25:14 h          |
| 2012               | Olympische Sommerspiele   | London             | 31.                | 20 km Gehen        | 1:23:32 h          |
| 2013               | Weltmeisterschaften       | Moskau             | 40.                | 20 km Gehen        | 1:28:49 h          |
| 2014               | Europameisterschaften     | Zürich             | 23.                | 20 km Gehen        | 1:27:54 h          |
| 2015               | Universiade               | Gwangju            | 4.                 | 20 km Gehen        | 1:23:50 h          |
| 2016               | Olympische Sommerspiele   | Rio de Janeiro     | 28.                | 20 km Gehen        | 1:22:31 h          |
| 2017               | Weltmeisterschaften       | London             | 5.                 | 50 km Gehen        | 3:43:56 h          |
| 2018               | Europameisterschaften     | Berlin             |                    | 50 km Gehen        | DNF                |
| 2019               | Weltmeisterschaften       | Doha               |                    | 50 km Gehen        | DNF                |
| 2021               | Olympische Sommerspiele   | Tokio              | 17.                | 50 km Gehen        | 3:57:53 h          |
| 2022               | Europameisterschaften     | München            |                    | 35 km Gehen        | DSQ                |
| 2023               | Weltmeisterschaften       | Budapest           | 23.                | 20 km Gehen        | 1:21:16 h          |

## Persönliche Bestleistungen
Freiluft
- 5000-m-Bahngehen: 19:32,59 min, 8. Juli 2023, Budapest
- 10.000-m-Bahngehen: 39:56,02 min, 19. Juni 2016, Budapest
- 20-km-Gehen: 1:21:16 h, 19. August 2023, Budapest
- 35-km-Gehen: 2:36:14 h, 23. April 2022, Dudince
- 50-km-Gehen: 3:43:56 h, 13. August 2017, London, (ungarischer Rekord)

Halle
- 5000-m-Bahngehen: 19:26,24 min, 21. Februar 2015, Budapest